# Балдикијери д'Асти
Балдикијери д'Асти (итал. Baldichieri d'Asti) је насеље у Италији у округу Асти, региону Пијемонт.
Према процени из 2011. у насељу је живело 880 становника. Насеље се налази на надморској висини од 150 м.

## Становништво
Према резултатима пописа становништва 2011. у општини је живело 1.114 становника.
| 1931. | 1936. | 1951. | 1961. | 1971. | 1981. | 1991. | 2001. | 2011. |
| ----- | ----- | ----- | ----- | ----- | ----- | ----- | ----- | ----- |
| 861   | 820   | 776   | 835   | 1.018 | 1.029 | 995   | 1.009 | 1.114 |